# Troglohyphantes sketi
Troglohyphantes sketi là một loài nhện trong họ Linyphiidae.
Loài này thuộc chi Troglohyphantes. Troglohyphantes sketi được Christa L. Deeleman-Reinhold miêu tả năm 1978.